# 马群站
马群站位于中华人民共和国江苏省南京市栖霞区中山门大街，邻近南京地铁马群车辆段，是南京地铁2号线与S6号线的地铁车站，也是换乘站。
车站以所在的马群街道而得名。“马群”一词来源于明朝时期，朱元璋在此设立管理牧马机构，牧养战马和皇家御马，并按毛色分养大批番人贡马，因此得名。

## 车站结构

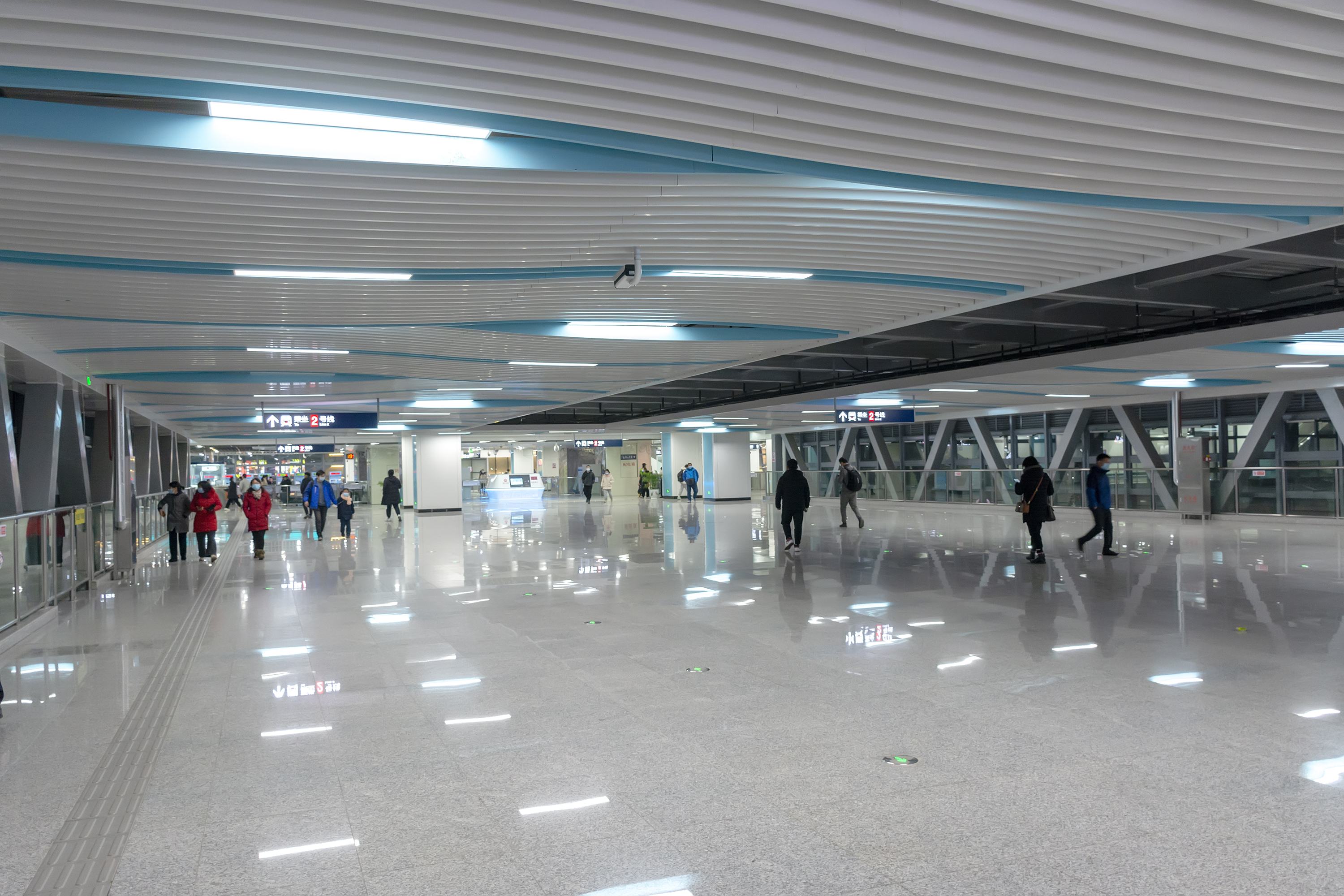
连接2号线部分和S6号线部分的换乘天桥

马群站现时为5层车站，其中地上三层，地下二层。
2号线部分是一座高架车站，建筑面积为6714m²，为高架三层侧式车站，建成时设有3个出入口。在2号线站台东侧，设有交叉渡线和出入场线连接马群车辆段，供2号线出入库以及车务调动；S6号线部分为地下二层岛式车站，车站主体长574米，宽24.9米，站台宽度16米；S6号线车站站后设有一停车线，供S6号线列车折返。
两部分通过架空天桥和S6号线上盖综合大厦联系，并设多部扶手电梯进行垂直换乘。
月台配置
| 3层  | 侧式站台，右侧开门 | 侧式站台，右侧开门             | 侧式站台，右侧开门 | 侧式站台，右侧开门 |
|      |                    | █ 2号线 往鱼嘴（钟灵街）       |                    |                    |
|      |                    | █ 2号线 往经天路（金马路）     |                    |                    |
|      | 侧式站台，右侧开门 |                                |                    |                    |
| 2层  | 2号线站厅          | 自动售票机、客服中心、安检通道 |                    |                    |
| 1层  | 地面               | 出入口                         |                    |                    |
| -1层 | S6号线站厅         | 自动售票机、客服中心、安检通道 |                    |                    |
| -2层 |                    | █ S6号线 终点站 下客站台       |                    |                    |
|      | 岛式站台，左侧开门 |                                |                    |                    |
|      |                    | █ S6号线 往句容（百水桥）      |                    |                    |

## 车站设计
2号线部分以“元旦”为装饰设计主题，作品利用地面与立柱之间的联系，影射出“元旦”的时令特点：春暖花开，万象更新。在制作工艺上，采用大理石与花岗岩相结合，水刀拼合与马赛克镶嵌相结合的手法展现主题，并以部分浮雕的形式来改变视觉观赏的节奏。
S6号线部分以“泉水流淌”为设计主题，提取水的柔美形态和宁静蓝色作为设计元素，顶部造型采用“泉水”流淌的艺术形态，既提升了空间的观赏性，同时也起到换乘时的导向作用。

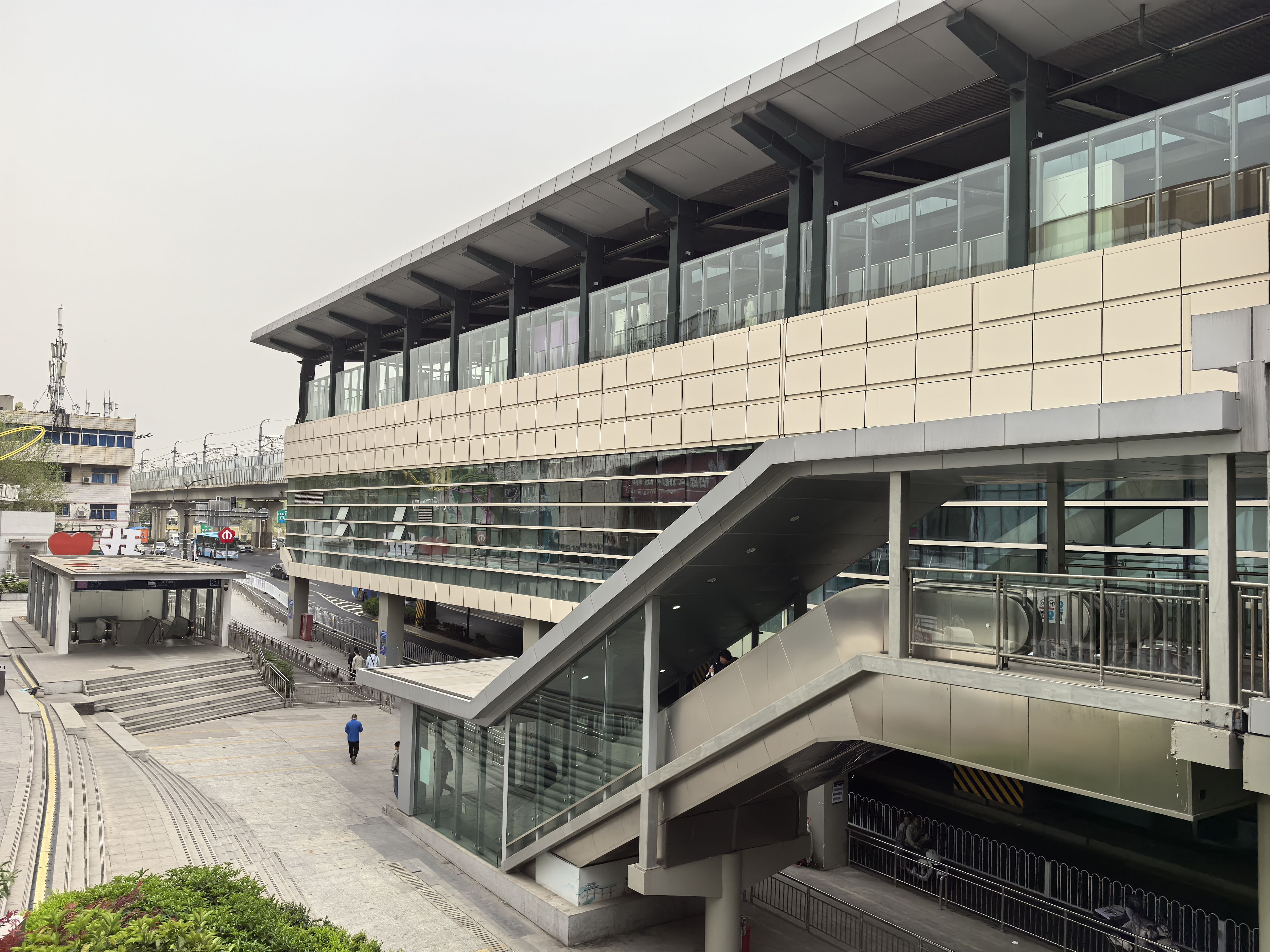
2号线外观（2025年4月）
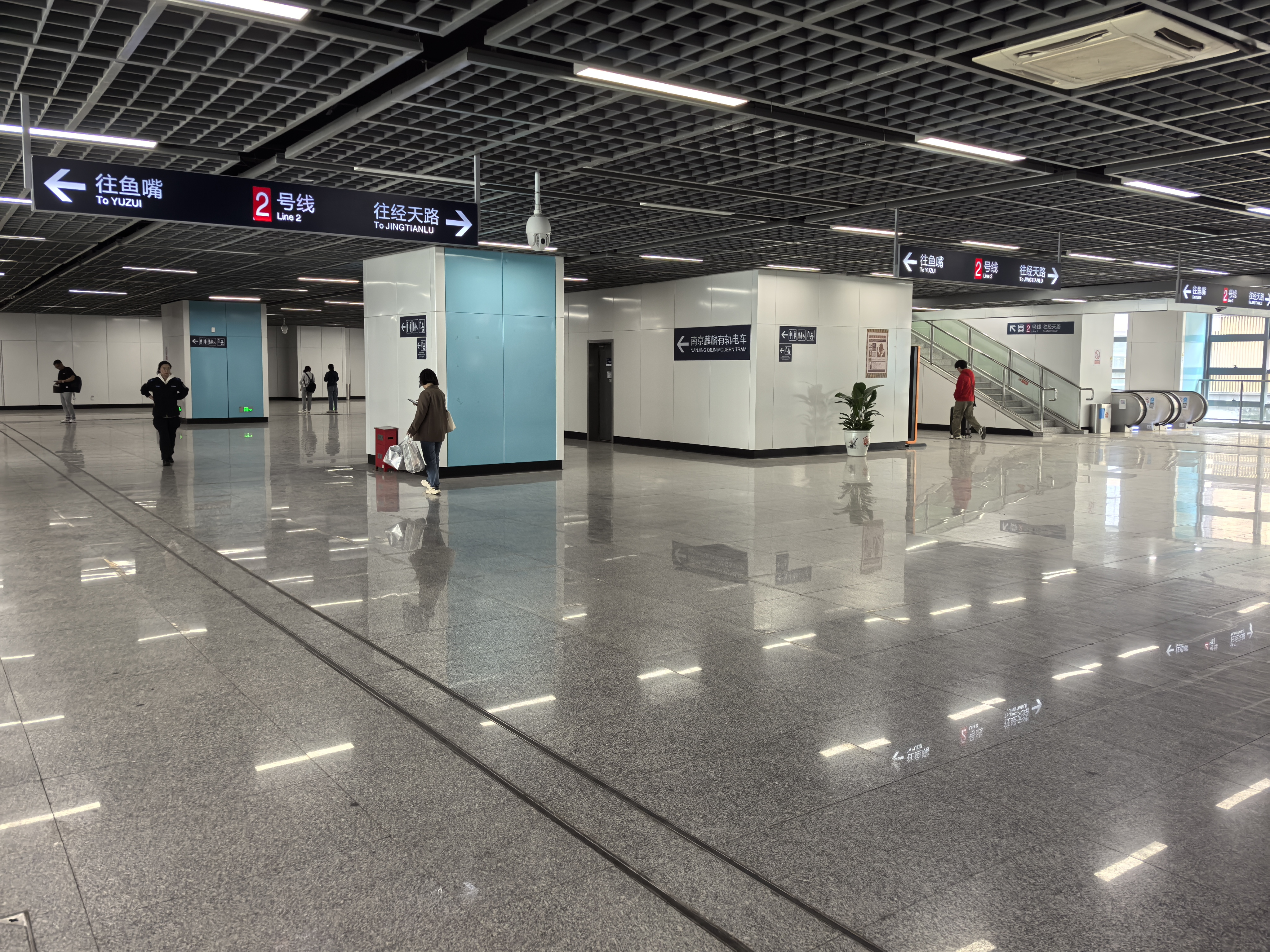
2号线站厅（2025年4月）
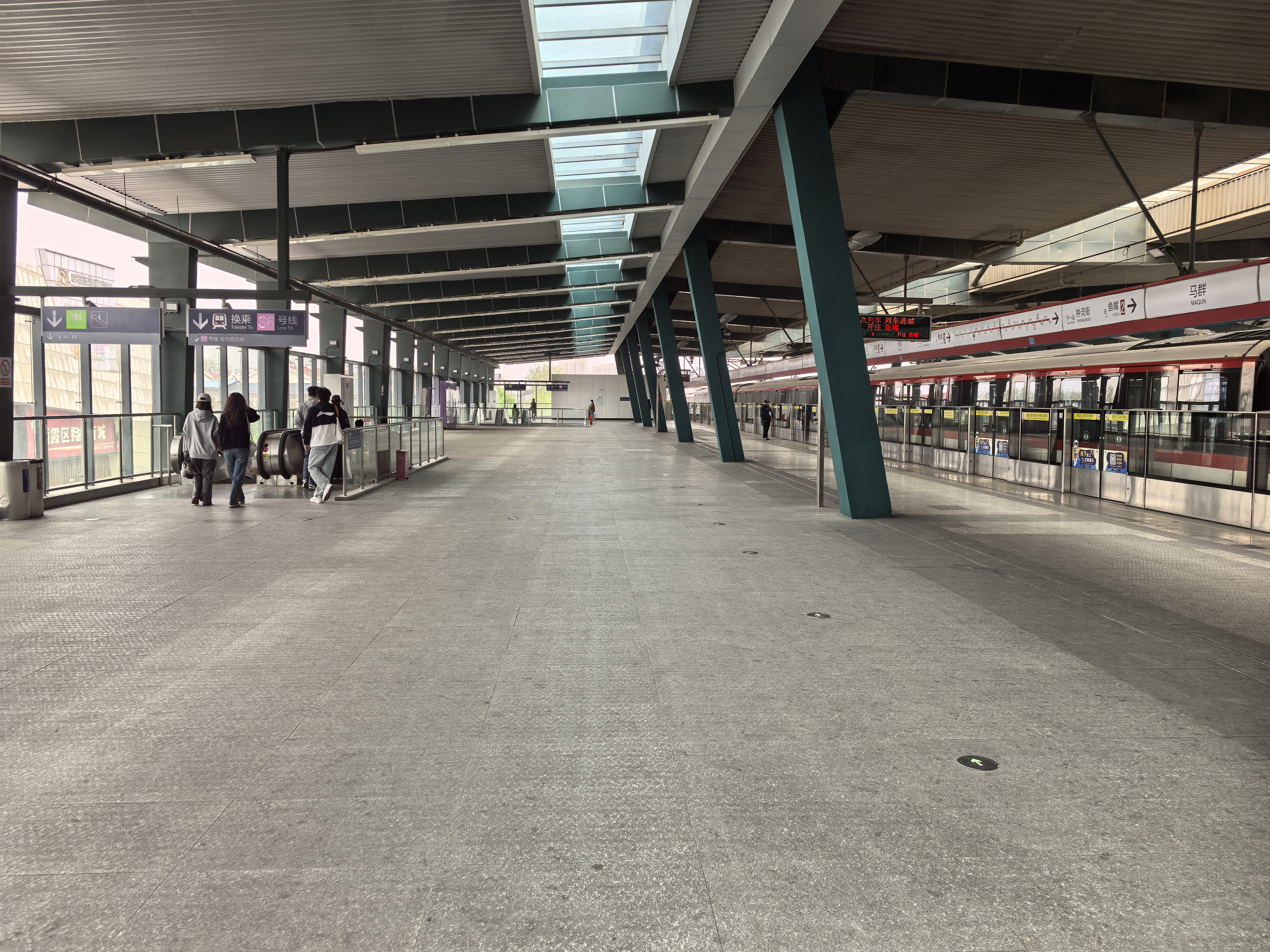
2号线鱼嘴方向站台（2025年4月）
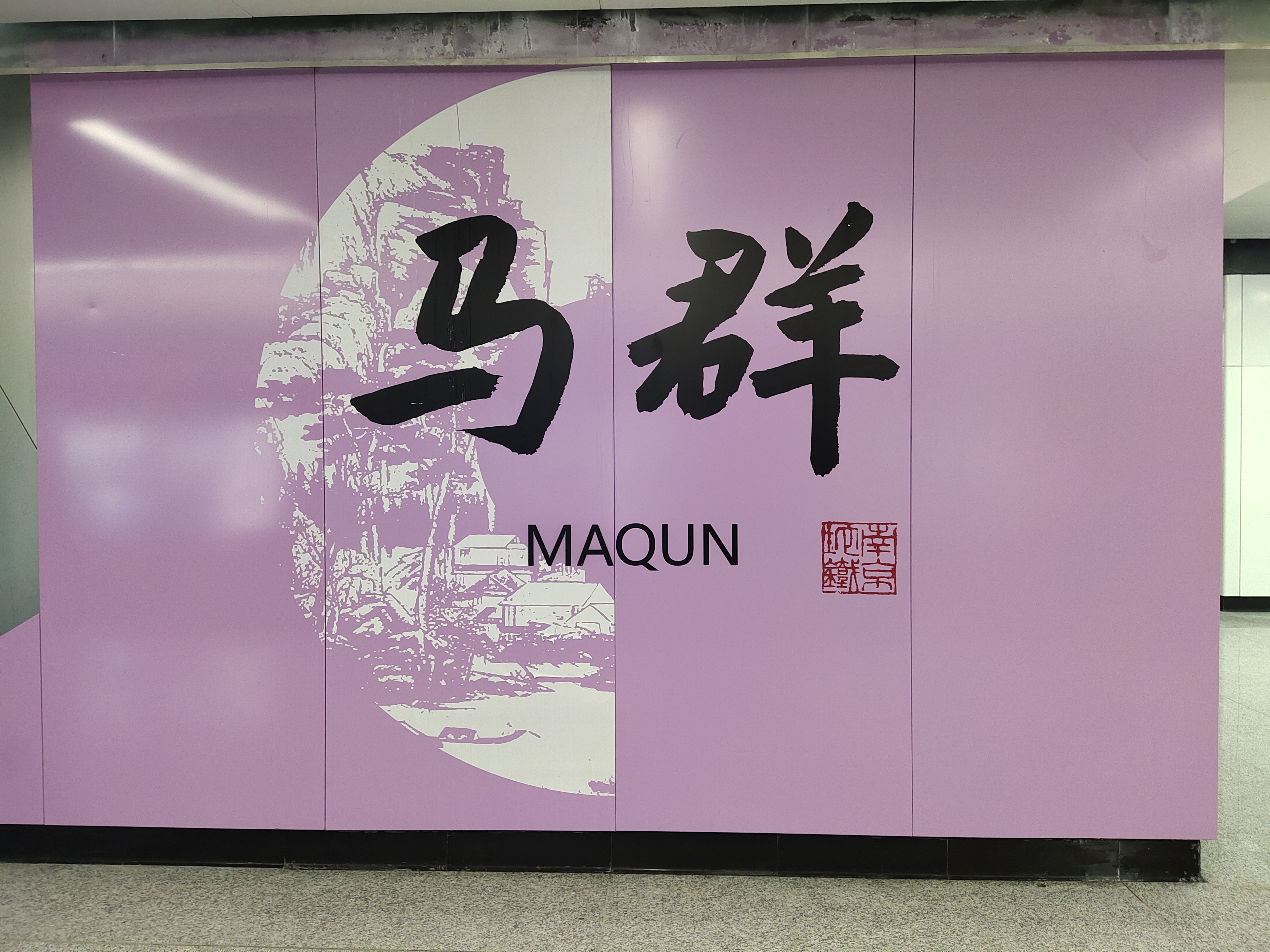
S6号线大字壁（2021年12月）
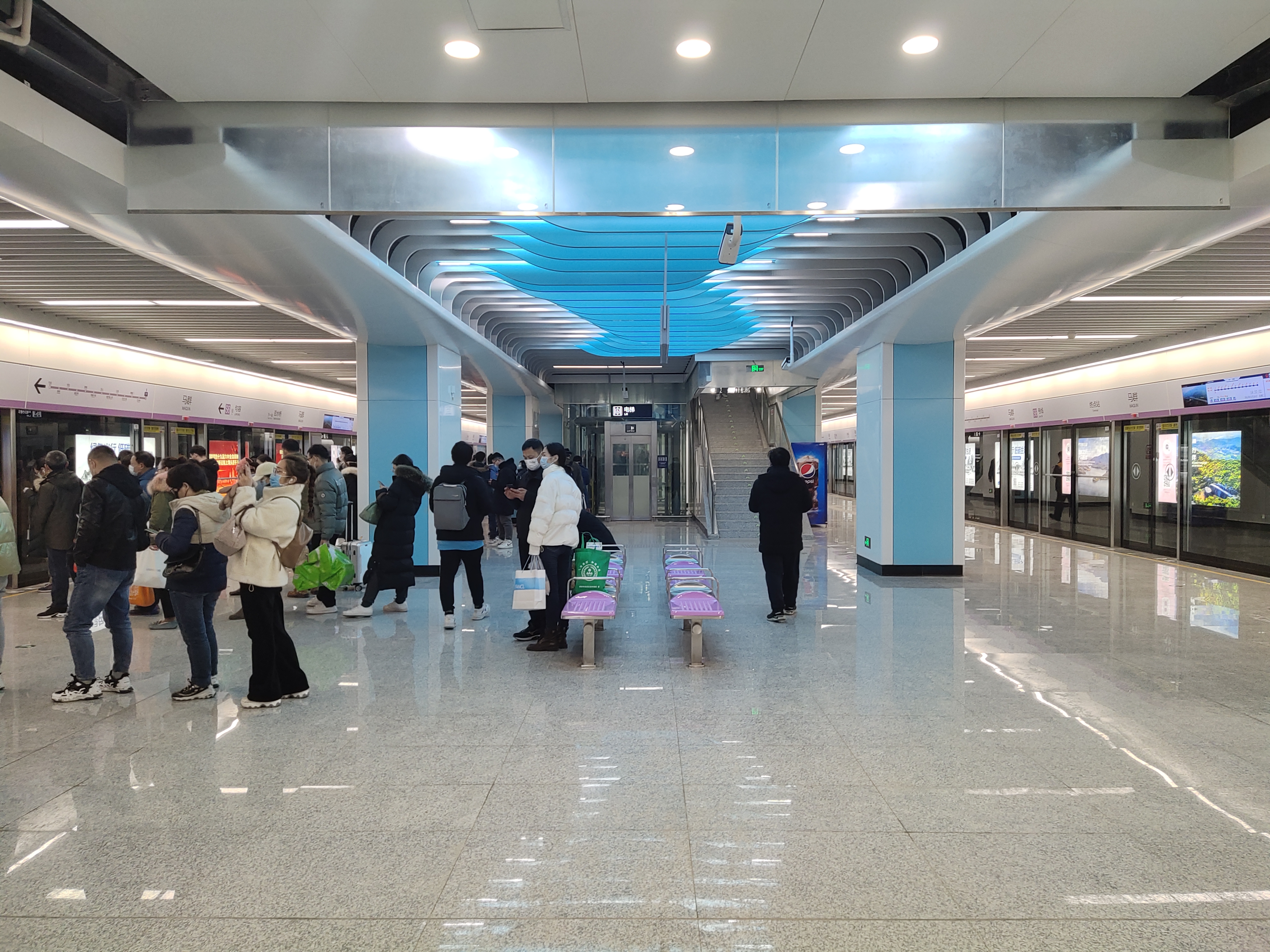
S6号线站台（2021年12月）
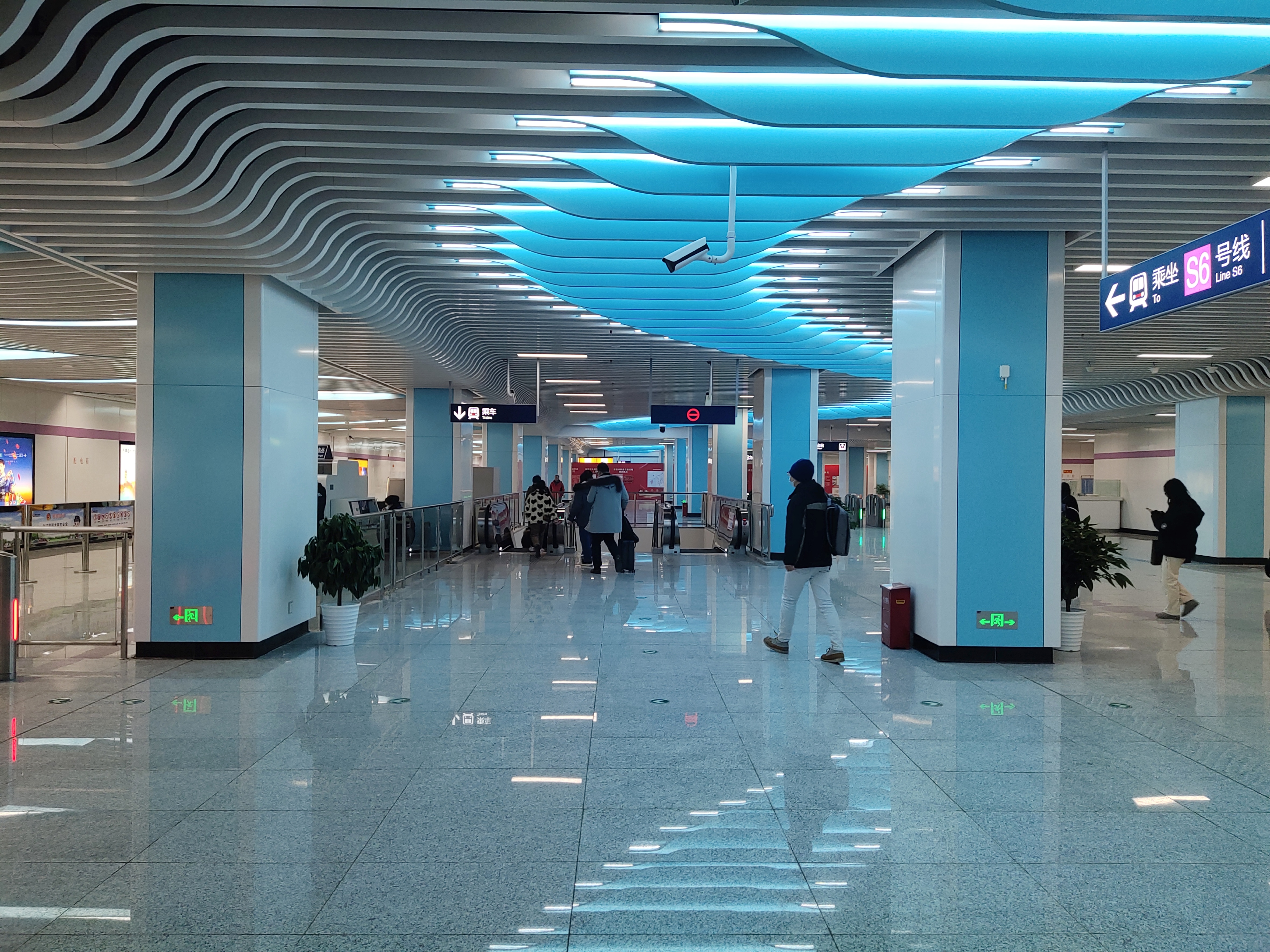
S6号线站厅（2021年12月）

## 车站历史
马群站于2006年开工，原为2号线一期工程的终点站，后由于仙林大学城地区发展，2号线终点站调整为经天路站。车站2号线部分于2010年5月28日随2号线全线开通启用。
因地铁S6号线建设以及马群综合换乘枢纽扩建，原有马群站由于设计规模过小，无法满足与地铁S6号线换乘需求，故高架站房自2018年起在原站台两侧进行一系列扩建改造。既有2号线改造北侧扩建站台宽度为12.4米，站台总长度为140米，高度22.552米。
2019年5月25日至2021年5月4日，马群站2号口封闭施工，保留北侧1号口出入。
2021年5月4日至2021年12月底，马群站翻边施工，北侧1号口封闭，南侧新建的与S6号线的换乘通道两侧开放临时台阶出入口。
2021年11月1日起，为与S6号线换乘接驳施工，马群站原2号线站厅进行全封闭施工，2号线列车过站不停靠，预计工期40天。2021年12月11日，2号线部分整修后重新开放。12月28日，S6号线部分随S6号线开通正式启用。

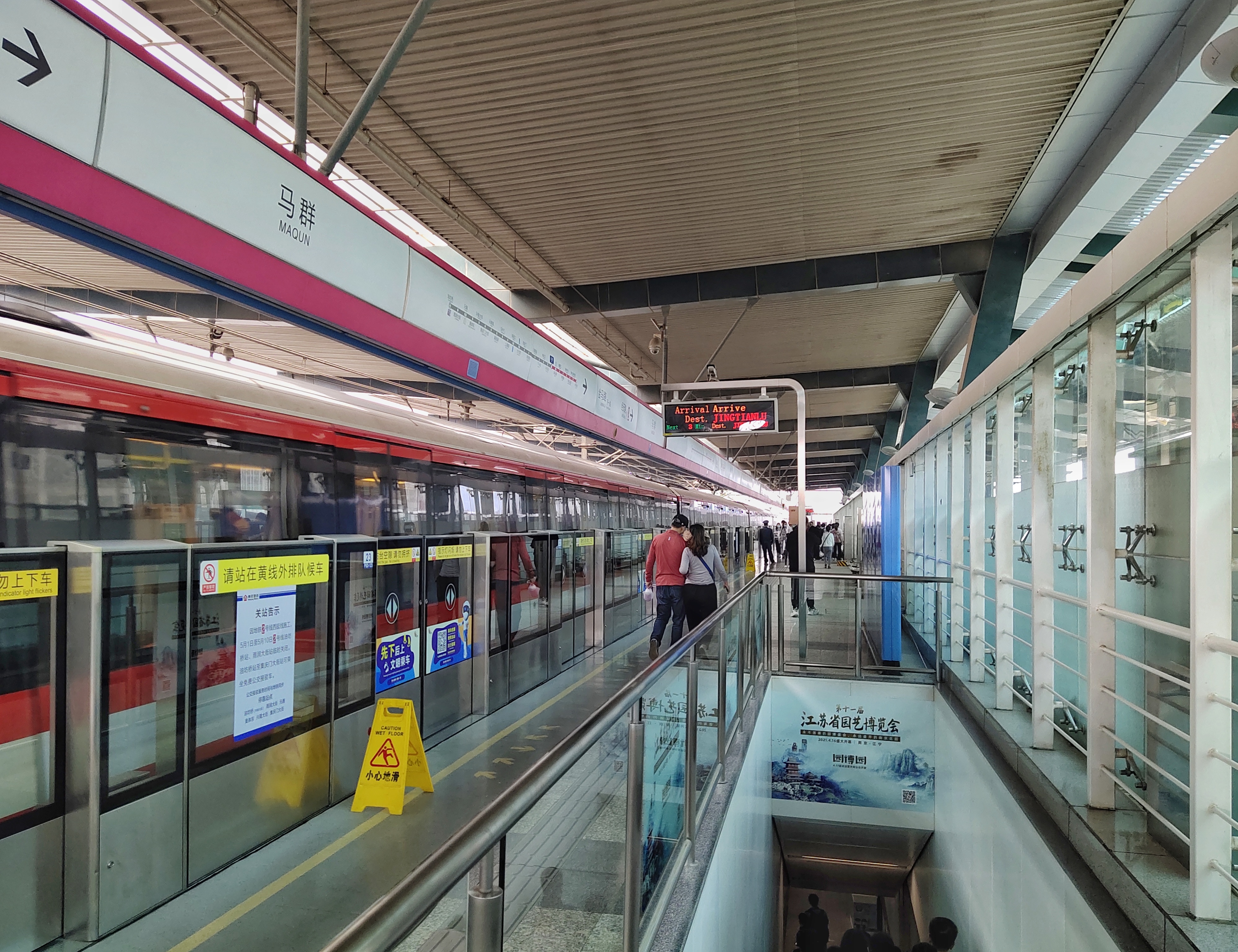
进行拓宽改造前的马群站2号线站台（2021年5月）
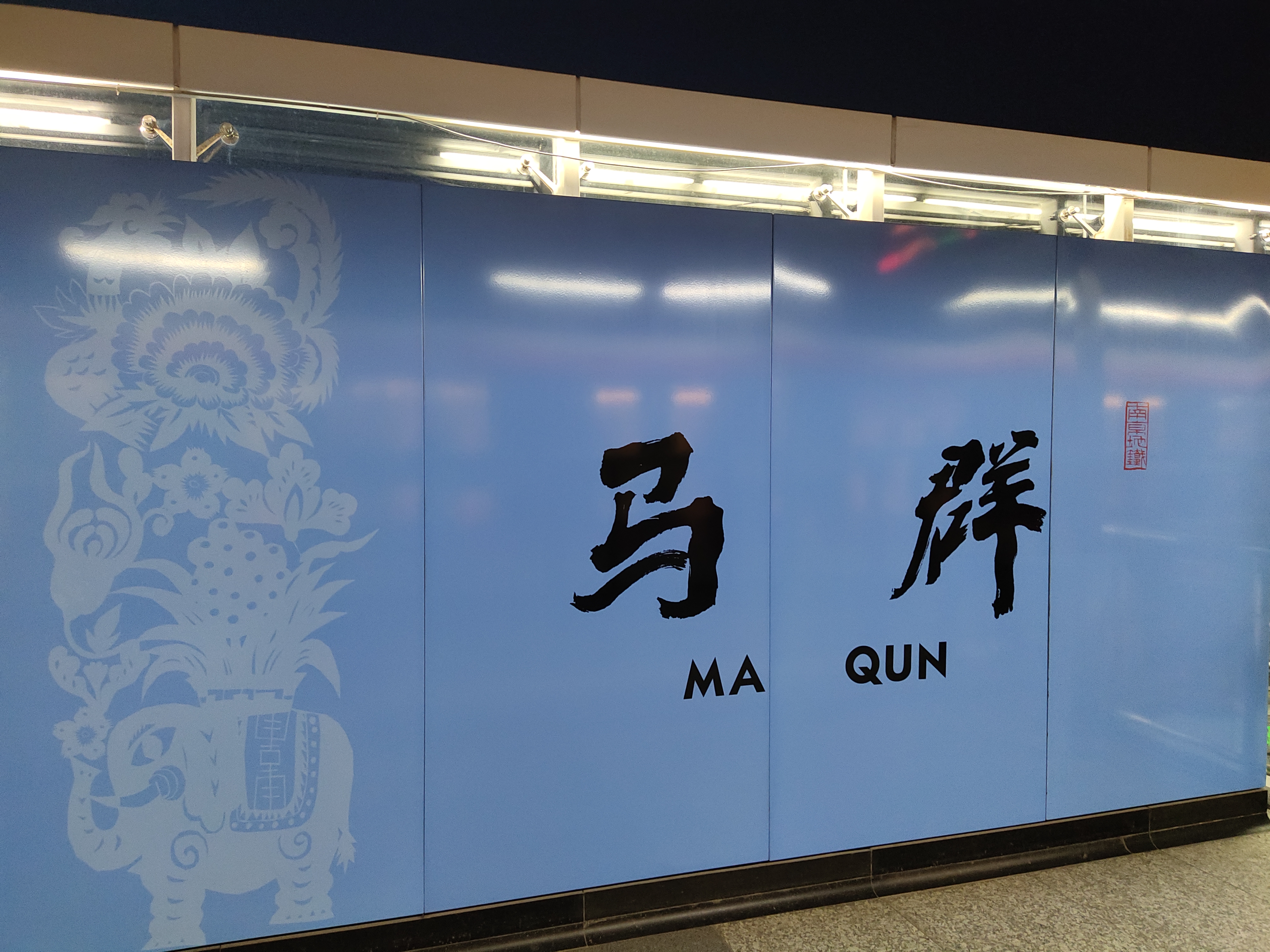
马群站2号线旧大字壁（2021年6月）

## 车站出入口
马群站共设有9个出入口，分别位于中山门大街南北两侧，6-9号口暂未启用。2号线部分现有2个出入口，分别为1A、1B；S6号线部分设有4个出入口。
| 出口编号       | 出口指示         | 建议前往的目的地                                         | 图片 |
| -------------- | ---------------- | -------------------------------------------------------- | ---- |
| 出口 · 1L · AL | 中山门大街（北） | 复地御钟山、City花园城、马群新街                         |      |
| 出口 · 1L · BL | 中山门大街（北） | 复地御钟山、City花园城、马群新街                         |      |
| 出口 · 2L      | 中山门大街（南） | 府军卫、马群综合换乘中心                                 |      |
| 出口 · 3L      | 马群新街         | City花园城、马群新街、陶家营路、神马路、中山门大街（北） |      |
| 出口 · 4L      | 中山门大街（南） |                                                          |      |
| 出口 · 5L      | 马群新街         | 南京麒麟有轨电车                                         |      |
| · （暂未开通） |                  |                                                          |      |
| · （暂未开通） |                  |                                                          |      |
| · （暂未开通） |                  |                                                          |      |
| · （暂未开通） |                  |                                                          |      |

## 车站周边
马群站附近主要为大型居住区，因而车站潮汐客流非常明显，绝大多数乘客都是通勤乘客，早晚高峰时期客流较大，是南京地铁少数三个早晚高峰时期实施常态化限流的地铁车站（另外两个车站为同属2号线的油坊桥站以及3号线柳洲东路站。）
未来马群站将与新建的马群综合换乘枢纽进行结合，以TOD模式开发，规划形成以轨道交通为核心，集城市公交、短途城际、小汽车、出租车、非机动车等多种运输方式为一体，涵盖换乘枢纽、公交停保场、综合开发功能的现代化综合换乘中心。
- 马群车辆段
- 马群公交停保场
- 麒麟有轨 馬群站
- 花园城
- 钟山职业技术学院

## 接驳交通

### 公交
| 马群（近1A、2出口） | 马群（近1A、2出口）   | 马群（近1A、2出口）   | 马群（近1A、2出口）   | 马群（近1A、2出口）   |
| 编号                | 路线                  | 路线                  | 路线                  | 备注                  |
| ------------------- | --------------------- | --------------------- | --------------------- | --------------------- |
| D19南京             | （南京）钟灵街        | ⇆                     | （镇江）碧桂园·凤凰城 | 原 D11                |
| Y5                  | 中花岗总站            | ⇆                     | 新街口·石鼓路         | 原 805（第一代）      |
| Y14                 | 已于2025年1月18日停办 | 已于2025年1月18日停办 | 已于2025年1月18日停办 | 已于2025年1月18日停办 |
| 5                   | 南湾营                | 全程 →                | 长江路·估衣廊         | 原 163（第一代）      |
| 5                   | 南湾营南              | 全程 ←                | 长江路·估衣廊         | 原 163（第一代）      |
| 5                   | 南湾营南              | 特班 ←                | 新街口东              | 原 163（第一代）      |
| 5高峰巴士           | 已于2023年9月20日停办 | 已于2023年9月20日停办 | 已于2023年9月20日停办 | 已于2023年9月20日停办 |
| 51                  | 已于2025年5月10日停办 | 已于2025年5月10日停办 | 已于2025年5月10日停办 | 已于2025年5月10日停办 |
| 55                  | 天旺路                | ⇆                     | 长白街                |                       |
| 55高峰巴士          | 天旺路                | ⇆                     | 钟山学院              |                       |
| 121                 | 锁石村                | ⇆                     | 定林总站              |                       |
| 139                 | 钟灵街                | ⇆                     | 翠林总站              |                       |
| 142                 | 中花岗总站            | ⇆                     | 长白街                |                       |
| 147                 | 仙居雅苑              | ⇆                     | 金丝岗南              |                       |
| 163                 | 聚福路北              | ⇆                     | 钟山学院              |                       |
| 164                 | 中花岗总站            | ⇆                     | 孝陵卫                |                       |
| 179                 | 银亿东城              | ⇆                     | 钟灵街                |                       |
| 179高峰巴士         | 银亿东城              | ⇆                     | 钟山学院              |                       |
| 205                 | 银亿东城              | ⇆                     | 公共卫生医疗中心      | 原 游5                |
| 309                 | 天旺路                | ⇆                     | 南京站·南广场东       |                       |
| 310                 | 钟灵街                | ⇆                     | 羊山北路总站          |                       |
| 715                 | 上曹                  | ⇆                     | 马群                  |                       |

| 马群总站（近2出口） | 马群总站（近2出口） | 马群总站（近2出口） | 马群总站（近2出口） | 马群总站（近2出口） |
| 编号                | 路线                | 路线                | 路线                | 备注                |
| ------------------- | ------------------- | ------------------- | ------------------- | ------------------- |
| 314                 | 天旺路              | →                   | 马群地铁站南        |                     |
| 314                 | 天旺路              | ←                   | 马群                |                     |

| 新街（近3出口） | 新街（近3出口）       | 新街（近3出口）       | 新街（近3出口）       | 新街（近3出口）       |
| 编号            | 路线                  | 路线                  | 路线                  | 备注                  |
| --------------- | --------------------- | --------------------- | --------------------- | --------------------- |
| 51              | 已于2025年5月10日停办 | 已于2025年5月10日停办 | 已于2025年5月10日停办 | 已于2025年5月10日停办 |
| 139             | 钟灵街                | ⇆                     | 翠林总站              |                       |
| 141             | 西花岗                | ⇆                     | 南京站·北广场东       |                       |
| 310             | 钟灵街                | ⇆                     | 羊山北路总站          |                       |
| 314             | 天旺路                | →                     | 马群地铁站南          |                       |
| 314             | 天旺路                | ←                     | 马群                  |                       |

### 有轨电车
- 马群：麒麟有轨